# Mulkatte, Nagamangala
Mulkatte là một làng thuộc tehsil Nagamangala, huyện Mandya, bang Karnataka, Ấn Độ.